# Lefteris Lyratzis
Lefteris Lyratzis (en griego: Ελευθέριος Λύρατζης; Kavala, 22 de febrero de 2000) es un futbolista griego que juega en la demarcación de defensa para el Panserraikos de la Superliga de Grecia.

## Biografía
Tras empezar a formarse como futbolista a los 12 años con el PAOK de Salónica F. C., finalmente hizo su debut con el primer equipo el 20 de diciembre de 2018 en un partido de la Copa de Grecia contra el Aittitos Spata tras sustituir a José Ángel Crespo en el minuto 67. Su debut en la Superliga de Grecia se produjo el 19 de enero de 2019 contra el Panionios de Atenas.

## Clubes
| Club                      | País         | Año       | Partidos | Goles |
| ------------------------- | ------------ | --------- | -------- | ----- |
| PAOK de Salónica F. C.    | Grecia       | 2018-2019 | 4        | 0     |
| Volos F. C. (cedido)      | Grecia       | 2019-2020 | 27       | 1     |
| PAOK de Salónica F. C.    | Grecia       | 2020-2024 | 60       | 1     |
| Asteras Tripolis (cedido) | Grecia       | 2024      | 11       | 0     |
| NEC Nimega (cedido)       | Países Bajos | 2024-2025 | 18       | 0     |
| Panserraikos (cedido)     | Grecia       | 2025-     |          |       |

## Palmarés

### Campeonatos nacionales
| Título              | Club                   | País   | Año  |
| ------------------- | ---------------------- | ------ | ---- |
| Copa de Grecia      | PAOK de Salónica F. C. | Grecia | 2018 |
| Copa de Grecia      | PAOK de Salónica F. C. | Grecia | 2019 |
| Superliga de Grecia | PAOK de Salónica F. C. | Grecia | 2019 |
| Copa de Grecia      | PAOK de Salónica F. C. | Grecia | 2021 |